# Васил Ковачев
 Васил Тодоров Ковачев е български ботаник и зоолог.

## Биография
Роден е на 1 януари 1866 г. в Русе. Завършва основно и средно образование в родния си град. От 1885 до 1889 г. учи в Новорусийския университет в Одеса. След завършването си се завръща в България и започва работа като учител по естествена история в Търново. Заедно с преподаването събира материали за природонаучна сбирка. През 1891 г. се мести в Русе, където учителства в Държавната мъжка гимназия. Заедно с това събира природонаучни материали за бъдещ естественоисторически музей. Провежда множество екскурзии из Русенско, Шуменско, Варненско и Търновско. През 1900 г. основава в Русе Природоизпитателно дружество, което е клон на Българското природоизпитателно дружество.
През 1912 г. е поканен за инспектор по естествени науки в Министерство на народното просвещение. През 1914 г. е назначен за директор на гимназията в Хасково, а седем месеца по-късно е учител в Пловдив. От октомври 1915 г. до април 1922 г. преподава във Висшите педагогически курсове в Кюстендил по покана на Министерство на народното просвещение. От 5 април 1922 г. до 1 септември 1923 г. е инспектор по риболова в Министерство на земеделието и държавните имоти. След това заминава за Русе, където работи в гимназията до 15 септември 1925 г.
Васил Ковачев страда от наследствен сифилис, който започва да се проявява след 1915 г. Последните дни прекарва скитайки се из улиците на Русе, малко по-късно е прибран в Русенската държавна болница от директора ѝ д-р Хитров, ученик на Васил Ковачев. Почива на 3 август 1926 г.
Член е на Зоолого-ботаническото дружество във Виена. Ботаникът проф. Йозеф Веленовски именува в негова чест нов вид растение – Cytisus kovacevii.

## Научни трудове
Първите си научни статии написва през 1889 – 1891 г. – две по ботаника и една по зоология. Първата му статия е свързана с най-обикновените отровни растения в България, втората е за използването на известни растения от народната медицина, а третата е за вредните насекоми, които се срещат в Северна България. В периода до 1911 г. публикува 7 труда от областта на ботаниката и 16 труда свързани със зоологията. В тях се представят данни за мъхове в България и приноси за опазване на висшата флора в Русенски окръг. През 1903 г. съобщава за черногръдият хомяк в Русенско, а през 1910 г. за севернобългарското сляпо куче в „Списание на зоологическо-ботаническото дружество“ във Виена. След 1905 г. спира да публикува научни трудове по ботаника и се занимава научно само със зоология.
- „Материали за проучване на българската фауна“, отпечатан в „Периодическо списание на Българското книжовно дружество“ (1894). В труда се дава информация за 26 вида бозайници, 99 вида птици, 8 вида влечуги, 4 вида земноводни, 11 вида риби и 69 вида насекоми.[6]
- „Материали по фауната на Русенска околия“, отпечатан в „Годишник на Българското природоизпитателно дружество“ (1898)[6]
- „Кратък определител за сладководните риби и земноводните в България“ (1905)[7]
- „Херпетологичната фауна на България“, I част (1910). Дава информация за 5 вида костенурки, 11 вида гущери, 12 вида змии, 9 вида жаби и 4 вида опашати земоводни.[8]
- „Влечуги (Reptilia) и земноводни (Amphibia) в завзетите през 1912 г. земи“ (1917). Този труд е написан на базата на събрани от естественици материали по време на Балканските войни.[9]
- „Рибното наследство на река Струма“ (1921)[9]
- „Сладководната ихтиологична фауна на България“ (1922). Публикуван е в „Архив на Министерството на земеделието“.[9]
- „Бозайната фауна на България“ (1925). Отпечатан е в „Трудове на Българския научен земеделско-стопански институт“.[4]